# Antecedentes da Guerra do Ópio
No final do Século XVIII, o comércio da China com o ocidente passava todo por Macau e, acessoriamente, por alguns raros importadores do Porto de Guandzhou. O Império Britânico tinha interesse em ampliar as possibilidades de comércio com a China, e, portanto, em 1793, o Lord George Macartney foi enviado por Henry Dundas. Sua missão contava com inúmeros exemplos dos feitos científicos e industriais do Império Britânico, um cirurgião, um médico, um mecânico, um metalúrgico, um relojoeiro, um fabricante de instrumentos matemáticos e cinco músicos alemães. Os presentes para o Imperador da China incluíam produtos manufaturados como peças de artilharia, uma carruagem, relógios cravejados de diamantes, porcelana inglesa e retratos do Rei e da Rainha da Inglaterra.
A primeira divergência entre Macartney e seus anfitriões, que exigiu várias semanas de debates, se deu sobre a exigência de se fazer o kowtow, maneira de se ajoelhar e curvar de maneira tão extrema a ponto de tocar a cabeça ao chão, diante do Imperador da China, pois Macartney sustentava que deveria se portar diante do Imperador da China do mesmo modo como se portava diante do Rei da Inglaterra, ou seja, apenas se curvando a ponto de colocar um joelho sobre o chão. Embora os relatos britânicos afirmem que o ponto de vista de Macartney sobre essa questão tenha prevalecido, os relatos chineses afirmam que o representando britânico realizou o kowtow.
Ao final de semanas de debates, todos os pedidos britânicos como a permissão de abertura de embaixada em Pequim e maior liberdade de comércio foram negadas.
Após a tentativa de Macartney, tiveram início as Guerras Napoleónicas, que exigiram grande esforço do Império Britânico, e postergaram novos esforços para incrementar o comércio com a China.
Em 1816, foi enviada uma nova missão, liderada pelo Lord Amherst, que sequer foi recebida pelo Imperador da China, em decorrência da recusa do enviado britânico em realizar o kowtow.
Em 1834, Lord Palmerston, na época Secretário de Assuntos Estrangeiros do Império Britânico, enviou uma nova missão à China, liderada pelo Lord William John Napier, que contraiu malária e faleceu.
Naquela época o ópio era proibido na China, mas tolerado no Império Britânico. Maior parte do cultivo de papoula e da produção de ópio estava localizada na Índia, que na época fazia parte do Império Britânico. A substância era introduzida na China com o auxílio de contrabandistas chineses.
Em 1839, Lin Zexu foi encarregado de eliminar o tráfico de ópio por meio do Porto de Guandzhou, que exigiu que os comerciantes ocidentais entregassem todo o estoque de ópio para ser destruído. Como a exigência não foi atendida, decidiu prender todos os estrangeiros, inclusive aqueles que nada tinham a ver com o comércio de ópio, além disso, enviou uma carta à Rainha Vitória, exigindo a erradicação das plantações de ópio na Índia.
A exigência chinesa não foi aceita pelas autoridades britânicas sob o argumento de que caberia a China combater o contrabando de ópio em seu território..